# Warwick (Queensland)
Pour les articles homonymes, voir Warwick.
Warwick (12 562 habitants) est une ville dans l'est du Queensland en Australie. Elle est située à 85 km au sud de Toowoomba et à 159 km au sud ouest de Brisbane.
La ville est située sur la Condamine River. Elle est traversée par la Cunningham Highway et la New England Highway.
Elle sert de centre urbain, avec Toowoomba pour la région des Darling Downs.

## Histoire
Patrick Leslie et ses deux frères squattèrent la région et lui donnèrent le nom de Canning Downs. En 1847 le gouvernement leur demanda de choisir un emplacement pour créer une ville qui devait s'appeler "Cannington" mais finalement le nom de "Warwick" fut choisi. Les terres furent mises en vente en 1850 et le premier lot fut acheté par Patrick Leslie. La ville fut reliée par le télégraphe à Brisbane en 1861. En 1871, la ville fut desservie par le chemin de fer. Une brasserie fut ouverte en 1873, une minoterie et une briqueterie en 1874.
Le 29 novembre 1917 la ville fut le siège d'un incident qui entraina la création d'une police fédérale australienne. Alors que le premier Ministre fédéral Billy Hughes s'adressait à la foule à la gare de la ville, un homme lui lança un œuf qui fit tomber son chapeau. Hughes ordonna l'arrestation de l'individu mais la police de l'État refusa d'obtempérer.

## Personnalités
Charles Chauvel (1897-1959), réalisateur australien, souvent considéré comme le "père du cinéma australien".